# 中川久通
中川 久通（なかがわ ひさみち）は、豊後国岡藩の第5代藩主。

## 略歴
寛文3年（1663年）5月28日、第4代藩主・中川久恒の長男として生まれる。延宝5年（1677年）閏12月に従五位下、因幡守に叙任する。元禄8年（1695年）の父の死去により家督を継いだ。
元禄10年（1697年）、幕命により臼杵藩の稲葉知通と共に豊後一図絵（元禄郷帳）の付図を献納した。しかし藩政においては、菩提寺である碧雲寺の焼失、地震による倒壊、正室の早世など災難が相次ぎ、それによる出費がもとで財政難を招いた。このため、宝永5年（1708年）に家臣から半知借り上げを実施し、さらに三男の久忠と共に二元政治を開始して藩内の安定化に努めている。また、土木政策にも尽力した。
宝永7年（1710年）2月28日に死去した。享年48。跡を久忠が継いだ。

## 系譜
- 父：中川久恒（1641年 - 1695年）
- 母：左阿 - 池田光政の娘
- 正室：紀伊姫 - 酒井忠清の六女
  - 三男：中川久忠（1697年 - 1742年）
- 生母不明の子女
  - 男子：中川主膳
  - 男子：中川亀次郎
  - 女子：厚岸院 - 加藤泰統正室
  - 女子：藤堂高敏正室
  - 女子：秋月種弘正室